# مردم آذری
مردم آذری یا آذربایجانی‌ها، مردم ایرانی تباری هستند که در شمال‌غرب فلات ایران و قفقاز جنوبی ساکن هستند. آذری‌ها دومین گروه قومی پرجمعیت ایران و بیشتر جمعیت جمهوری آذربایجان را تشکیل می‌دهند. علاوه بر ایران و جمهوری آذربایجان، آنها به‌طور بومی در قلمرو روسیه (دربند)، گرجستان (کومو کارتلی) و ترکیه (قارص و ایغدیر) نیز زندگی می‌کنند.
بیشتر جمعیت آذری‌ها در ایران ساکن هستند و پس از آن در جمهوری آذربایجان که بیشتر جمعیت این کشور را شامل می‌شوند. محدوده سکونت آنها در ایران، منطقه آذربایجان، شامل استان‌های آذربایجان شرقی، غربی، اردبیل و زنجان است. آذری‌ها همچنین در استان‌های قزوین و همدان نیز حضور گسترده‌ای دارند؛ تعداد زیادی از آنها نیز در اثر مهاجرت داخلی در شهرهایی همچون تهران و کرج ساکن شدند که بخش بزرگی از جمعیت این مناطق را تشکیل می‌دهند.
در طول تاریخ سرزمین آذری‌ها همواره جزو کشور ایران بوده است، در پی جنگ‌های روس و ایران در سال‌های ۱۸۱۳ و ۱۸۲۸، سرزمین‌های ایران قاجاری در قفقاز به امپراتوری روسیه واگذار شد و قراردادهای گلستان در سال ۱۸۱۳ و ترکمانچای در سال ۱۸۲۸ باعث جدا شدن منطقه‌ای از ایران شد که اکنون جمهوری آذربایجان نام دارد.
بیشتر آذری‌ها مسلمان شیعه هستند و اقلیتی از سنی شافعی و بهایی نیز بین آنها وجود دارد. زبان بیشتر آنها ترکی آذربایجانی است که جزو گروه اغوز زبان‌های ترکی است که با ترکمنی و ترکی استانبولی خویشاوندی دارد، این زبان در اثر تهاجمات و مهاجرت‌های ترک‌های اغوز از آسیای میانه در این منطقه رواج یافت و به مرور جایگزین زبان آذری باستان و دیگر زبان‌های ایرانی که در این منطقه رواج داشت شد.
آذری‌ها در ایران در جنبه‌های مختلف سیاست، اقتصاد، نظامی و مذهبی کشور ایران حضور و نقش قابل توجهی دارند، همچنین نقش قابل توجهی در تاریخ این کشور و توسعه ناسیونالیسم ایرانی دارند، علاوه بر این رهبر فعلی ایران، علی خامنه‌ای و بسیاری از رهبران سیاسی، نظامی و اقتصادی ایران آذربایجانی هستند.

## نام
نام آذربایجان یک نام کهن ایرانی است که از نام باستانی آتروپات، یک ساتراپ (فرماندار) پارسی که در حدود ۳۲۱ پیش از میلاد در آتروپاتن (آذربایجان ایران امروزی) حکومت می‌کرد نامگذاری شده است. ریشه نام آتورپات در زبان پارسی باستان است که به معنای نگهبان آتش است که خود ترکیبی از آتر به معنای آتش و پات به معنای نگهبان است.
نام امروزی آذربایجان شکل عربی شده آذرپایگان به معنی نگهبانان آتش است. خود کلمه آذرپایگان از پارسی باستان آتورپاتکان به معنای «سرزمین نگهبانان آتش» است. نام گروه قومی آذربایجانی امروزی و نام کشور آذربایجان نیز ریشه در این نام باستانی دارد.
در منابع قرون ۱۶ تا ۱۷ میلادی، آذربایجانی‌ها همراه با سایر مردمان دولت صفوی با اصطلاح «قزلباش» نامیده می‌شدند که در اصل برای اتحاد قبایل عشایری ترک به کار می‌رفت، در همان دوره ترک‌های عثمانی آذری‌ها به همراه فارسی‌زبانان شیعه را عجم می‌نامیدند. در آغاز قرن نوزدهم روس‌ها آذربایجانی‌ها را تاتار یا تاتارهای قفقازی نامیدند، این اصطلاحی بود که روس‌ها برای اشاره به اقوام ترک‌زبان استفاده می‌کردند.
آذری‌ها در میان خود و در زبان محاوره‌ای خود را تُرک نیز می‌خوانند.

## پیشینه
آذربایجانی‌های باستان به زبان آذری باستان که از زبان‌های ایرانی و از شاخه زبان‌های هند و اروپایی است سخن می‌گفته‌اند. در قرن یازدهم در پی فتوحات سلجوقیان، قبیله‌های غز شروع به مهاجرت به قفقاز و آناتولی از فلات ایران کردند و سپس سیل مهاجرت قبیله‌های اغوز و ترکمن با هجوم مغولان شدت یافت. در این هنگام قبایل اغوز به گروه‌های کوچکتری تقسیم شدند، قسمتی از آن‌ها که بیشتر سنی بودند به آناتولی رفتند و در آنجا سکنی گزیدند و بقیه در قفقاز ماندند و بعدها به دلیل نفوذ صفویه مذهب خود را تغییر داده و شیعه شدند. برای مدت زمان زیادی آن‌ها با نام «ترکمن» یا «ترکمان» شناخته می‌شدند. از قرن سیزده به بعد مردمان منطقه آذربایجان بر اساس هویت جدید شیعه و زبان ترکی یعنی زبان ترک‌های اغوز تغییر زبان داده و به زبان ترکی حرف می‌زنند. هرچند قابل ذکر است تا قبل از اواخر قرن نوزده گویشوران زبان آذری باستان در مناطق دور افتاده همچون: هرزند، گالین گویا و روستاهای شهرود در خلخال و انرجان وجود داشتند و ترک‌سازی کامل مردمان آذربایجان بعد از این تاریخ می‌باشد. امروزه این مردمان ترک‌زبان، «آذربایجانی» شناخته می‌شوند. 
بر اساس گفته روستيسلاو ريباكوف (تاریخ‌نویس روسی): در رابطه با به وجود آمدن فرهنگ آذربایجان در قرون چهاردهم و پانزدهم پیش از هر چیزی باید به رابطه ادبیات و قسمت‌های دیگر فرهنگ توجه داشت که به‌طور اساسی با زبان پیوند خورده است، همان‌طور که حتی پس از ترک سازی، فرهنگ جمعیت محلی آذربایجان به صورت سنتی باقی‌ماند. هرچند حضور یک قشر عظیمی از ایرانیان در شکل‌گیری قوم آذربایجان تأثیرگذار بوده است. نخست وجود تعداد زیادی از کلمات ایرانی و عربی در زبان ترکی آذربایجانی و دوم استفاده از زبان‌های ترکی آذربایجانی و ترکی استانبولی در ایران به عنوان زبان میانجی. پس از استقلال جمهوری آذربایجان فرهنگ آذربایجان همواره رابطه نزدیکی را با فرهنگ‌های ایرانی و عربی به دلیل مذهب و سنت‌های تاریخی مشترک داشته است.
تا پیش از حملهٔ مغول به ایران، مردم آذربایجان به زبانی تاتی‌تبار که آن را زبان آذری باستان می‌نامید، سخن می‌گفته‌اند. هنوز هم می‌توان باقی‌مانده این زبان را در همه جای آذربایجان ایران و جمهوری آذربایجان یافت. زبان ترکی در سده‌های پس از پاگیری اسلام در ایران، بر اثر مهاجرت تدریجی و متمادی ایل‌های ترک، به‌ویژه در آسیای صغیر جایگزین زبان‌های هند و اروپایی رایج در این منطقه شده است.
با توجه به تاریخ و مسیر کوچ ایل‌های ترک به آسیای صغیر از طریق آذربایجان می‌توان نتیجه گرفت که چیره گشتن زبان ترکی در آذربایجان امری تدریجی بوده است که مراحل آن را می‌توان بدینسان فهرست نمود:
1. در دوران مغول‌ها که بیش‌تر سربازان آنان ترک بودند و آذربایجان را تختگاه خود قرار داده بودند، ترکان در آن ناحیه نفوذ یافتند. هرچند در این دوره هم در ابتدای نفوذ مغولان به این منطقه، آن‌ها تنها گروه کوچکی از ترکان را که در دشت مغان می‌زیستند، بیرون کردند.
2. حکومت‌های ترکمنان آق‌قویونلو و قراقویونلو و اسکان آن‌ها در آذربایجان بیش از پیش موجب رونق زبان ترکی و تضعیف زبان‌های محلی شد.
3. سپاه قزلباش که ترک بودند و پیش‌تر در آناتولی می‌زیستند تا آن‌که تیمور جمعی از رؤسای آنان را به بند کشید و آن‌گاه به‌دست خانقاه صفوی آزادشده و در خدمت صفویان قرار گرفتند و در آذربایجان ماندگار شدند.
4. آذربایجان سال‌هایی در سیطره عثمانیان بود؛ به‌ویژه در روزگار ناتوانی دولت‌های مرکزی ایران.

### دوران باستان
تاریخ شناسان بر این باورند که آلبانیای قفقاز اولین ساکنان جمهوری آذربایجان بوده‌اند. اقوام آریایی سکا و به دنبال آن‌ها مادها این منطقه را تصاحب کرده و امپراتوری خود را تا شمال رود ارس گسترش دادند. مادها یک امپراتوری عظیم را در سالهای ۹۰۰–۷۰۰ قبل از میلاد بنیان نهادند که در حدود ۵۵۰ سال پیش از میلاد با امپراتوری هخامنشی ادغام شد. در این دوران، دین زرتشتی در قفقاز و آتروپاتن (آذربایجان) رواج یافته بود. هخامنشیان تقریباً در سال ۳۳۰ پیش از میلاد از اسکندر مقدونی شکست خوردند اما به ساتراپ مادی «آتروپاتن» اجازه داده شد تا در قدرت باقی بماند. به دنبال افول سلوکیان در سال ۲۴۷ پیش از میلاد، پادشاهی باستان ارمنستان کنترل نواحی آلبانیای قفقاز را از سال ۱۹۰ پیش از میلاد تا ۳۸۷ پس از میلاد به‌دست گرفت.آلبانی‌های قفقاز پادشاهی مستقل خود را در اولین سده قبل از میلاد بنیان نهادند. این پادشاهی در سال ۲۵۲ پس از میلاد توسط ساسانیان تسخیر شده و پادشاهی به صورت ایالت وابسته به امپراتوری ساسانی درآمد. پادشاه آلبانیای قفقاز «اورنایر» در سده چهارم بعد از میلاد دین رسمی ایالت آلبانیا را مسیحیت اعلام کرد و آلبانیا تا قرن هشتم مسیحی باقی‌ماند. کنترل ساسانی‌ها با شکستشان از اعراب مسلمان در سال ۶۴۲ میلادی پایان یافت.

### دوران پس از اسلام
عرب‌های مسلمان، ساسانیان و سپس امپراتوری روم شرقی را در قفقاز شکست دادند. آن‌ها آلبانیای قفقاز را بعد از مقاومتشان توسط شاه جوانشیر در سال ۶۶۷ به صورت ایالت وابسته (ایالت غیرمستقل) درآوردند. در سده‌های نهم و دهم میلادی نویسندگان عرب از منطقه‌ای در بین رودهای ارس و کورا به نام اران (آلبانیای قفقاز/ آذربایجان) شروع به نام بردن کردند. در این هنگام اعراب از بصره و کوفه به آذربایجان آمدند و سرزمین‌هایی که توسط بومیان رها شده بود را تصاحب کردند؛ بنابراین اعراب از زمین داران تراز اول (بزرگ/قدرتمند) شدند. تغییر دین در آذربایجان کند بود به‌طوری‌که ساکنان آذربایجان برای سال‌ها در برابر تغییر دین مقاومت نشان دادند و ناخشنودی آذربایجانی‌ها با مهاجرت گروه‌های کوچکی از اعراب به شهرهایی همچون تبریز و مراغه بیشتر شد. این مهاجرت‌های اعراب باعث به‌وجود آمدن قیامی در آذربایجان توسط بابک خرمدین در سالهای ۸۱۶–۸۳۷ گشت. هرچند با مقاومت توده‌هایی از مردم در برابر اسلام، بیشتر آذربایجانی‌ها به اسلام تغییر دین دادند. بعدها پادشاهی‌های شدادی، روادی و ساجیان در قرن‌های ۱۰ و ۱۱ بر قسمت‌هایی از آذربایجان حکمرانی کردند. در میانه‌های قرن یازدهم سلجوقیان تسلط اعراب را بر آذربایجان از بین بردند و امپراتوری عظیمی را بنیان نهادند که بیشتر نواحی غرب آسیا را در بر می‌گرفت. با سلطه سلجوقیان، ایلات اغوز شروع به کوچ به آذربایجان کردند و بدین گونه ترک سازی مردمان آذربایجان شروع شد. فرهنگ ایرانی به حیات خود ادامه داد و شاعرانی همچون نظامی گنجوی در این دوران شکوفا شدند. سلطنت ترک‌ها با حمله مغول‌ها دستخوش وقفه شد و ترک‌ها با سلطه تیمورلنگ به حاکمیت برگشتند، سپس قره قویونلوها و آق قویونلوها تا به حاکمیت رسیدن صفویان در سال ۱۵۰۱ قدرت را در دست داشتند.

### دوران معاصر

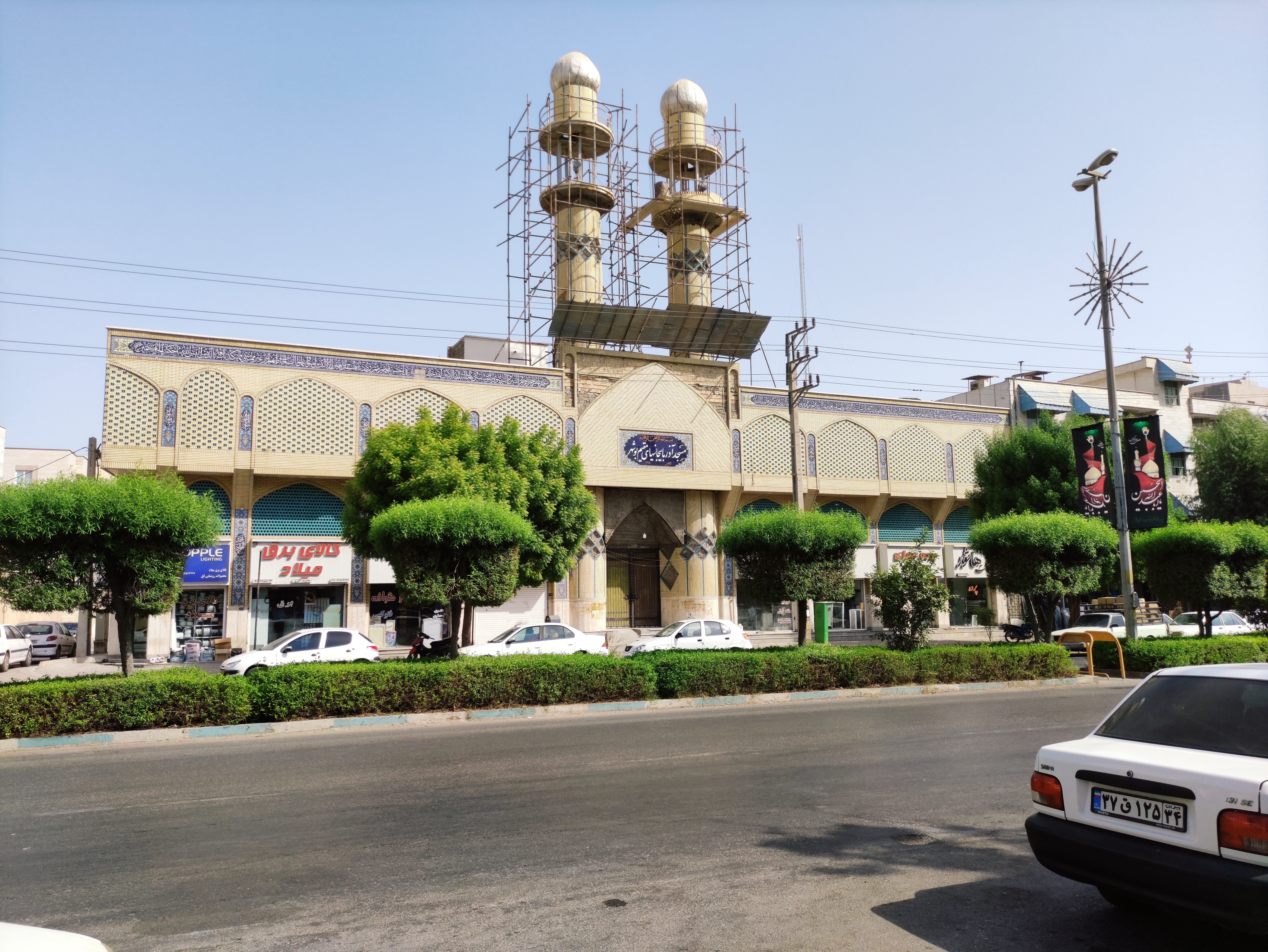
مسجد آذری‌های مقیم بوشهر. سالهاست که مردم آذری در کنار دیگر قومیت‌ها در بوشهر زندگی می‌کنند

صفویان که از آذربایجان ایران برخاسته بودند و تا سال ۱۷۲۲ به حکومت ادامه دادند توانستند ایرانی نوین را پایه‌گذاری کنند. موفقیت‌های آن‌ها در ساخت ساختمان‌های دولتی، معماری و دانش چشمگیر بود. دولت صفویه به دلیل فساد داخلی و فشارهای خارجی از طرف دولت‌های روسیه و در افغانستان دولت هوتکیان رو به افول گذاشت. صفویان مذهب شیعه را که قسمت مهمی از هویت ملی ایرانیان و بیشتر ساکنان جمهوری آذربایجان است ترویج و گسترش دادند. صفویان هنر و فرهنگ (ادب) را ترویج دادند، شاه عباس یکم فضای روشنفکرانه‌ای را در ایران به‌وجود آورد، به‌طوری‌که بسیاری دانشمندان از این دوران به عنوان «دوران جدید طلایی (شکوفایی) ایران» یاد می‌کنند. شاه عباس یکم اصلاحات پایه‌ای در دولت و ارتش ایجاد کرد و به نیازهای مردم عادی رسیدگی نمود. او سعی کرد اوضاع داخلی را با استفاده از شیعه گری ثبات ببخشد. پس از سقوط صفویه، برای مدت کوتاهی عثمانی‌ها قسمتهایی از خاک ایران را اشغال کردند. نادر شاه افشار که در آن زمان حاکم خراسان بود افغان‌ها را شکست داد و ایران را دوباره فتح کرد. بعد از افشاریه سلطنت کوتاه کریم خان فرا رسید و بعد از زندیه سلسله قاجاریه در سال ۱۷۷۹ بر آذربایجان و ایران شروع به حکومت کرد. در این زمان روس‌ها تهدید بزرگی برای اراضی ایران در قفقاز به حساب می‌آمدند. جنگ‌های ایران و روسیه در قرن هجدهم شروع شد و در اوایل قرن نوزدهم با دو قرارداد گلستان در سال ۱۸۱۳ و ترکمن چای در سال ۱۸۲۸ که منطقه قفقاز را رسماً از ایران جدا به امپراتوری روسیه می‌داد پایان یافت. نقش آذربایجان بر انقلاب مشروطه ایران انکار ناپذیر است. بزرگ‌ترین شخصیت‌های انقلابی ستارخان و باقرخان هردو آذربایجانی بودند. انقلاب مشروطه ایران سلسله قاجاریه را که امتیاز تنباکو و نفت را به امپراتوری بریتانیا داده بودند و اراضی ایران را به امپراتوری روسیه واگذار کرده بودند متزلزل کرد. مجلس ایران با تلاشهای مشروطه خواهان شروع به کار کرد. در برخی مناطق جنبش مشروطه با شورش رعایا (کشاورزان) علیه تنها حامیان داخلی سلطنت یعنی اربابان (زمین داران) و مالیات بگیران همراه بود. روزنامه‌های دموکراسی طلب شروع به کار کردند و روشنفکران ایرانی با دیدن شهرهایی همچون پاریس و پتروگراد شروع به نوگرایی کردند. شاه قاجار و مشاوران انگلیسی اش به انقلاب مشروطه تاختند ولی عمر سلسله قاجاریه رو به پایان بود. احمد شاه آخرین شاه قاجار که در روزهای آشفتگی ایران با وامی که از دولت روسیه گرفته بود در حال خوشگذرانی در اروپا بود با رای اکثریت مجلس و حمایت نخست‌وزیر وقت رضاخان که یک فرمانده قدیمی نیروهای قزاق بود بر کنار شد. در پی برکناری رضاشاه در سپتامبر ۱۹۴۱، نیروهای شوروی کنترل نواحی آذربایجان ایران را به‌دست گرفتند و فرقه دموکرات آذربایجان به رهبری سید جعفر پیشه‌وری را به سر کار آوردند. نگرانی‌های ایالات متحده آمریکا و بریتانیا از ادامه حضور نیروهای روس در آذربایجان بعد از جنگ جهانی دوم باعث خروج نیروهای روس از خاک آذربایجان در اواخر سال ۱۹۴۶ شد. بلافاصله بعد از خروج نیروهای روس از آذربایجان، دولت ایران کنترل آذربایجان را دوباره به‌دست گرفت. پروفسور گری هس در این باره گفته است: «در ۱۱ دسامبر نیروهای ایران وارد تبریز شدند و دولت پیشه‌وری به سرعت فروپاشید. البته آذربایجانی‌ها از ورود نیروهای ایرانی شورمندانه استقبال کردند چون تهران را بر مسکو ترجیح می‌دادند. صرفنظر کردن شوروی از آذربایجان ایران احتمالاً به عوامل گوناگونی بود، از جمله می‌توان به تمایل آذربایجانی‌ها به ایران و امتیاز نفت که در دراز مدت برای دولت شوروی باقی می‌ماند نام برد» درحالی که آذربایجانی‌های ایران با اجتماع ایران آمیخته شدند، خویشاوندان آن‌ها در جمهوری آذربایجان پس از ۷۰ سال حاکمیت شوروی به استقلال کوتاهی در سال‌های ۱۹۱۸–۱۹۲۰ رسیدند، آذربایجانی‌های جمهوری آذربایجان در اکتبر ۱۹۹۱ استقلال خود را دوباره بازیافتند و سپس گرفتار جنگ قره باغ با همسایه خود، ارمنستان شدند.

## ژنتیک
هاپلوگروپ اصلی مردم آذربایجان، هاپلوگروپ J2 می‌باشد (حدود ۴۰٪) که منشأ در غرب آسیا و خاورمیانه دارد که در اصطلاح ژنتیکی یک هاپلگروپ ایرانی قفقازی هست و بیانگر آنست که جمعیت آذربایجان منشأ از مردمانی دارد که پیش از آریایی‌ها و ترکها در ایران زندگی می‌کردند. همچنین هاپلوگروپ پدری شایع میان ترکمن‌های اغوز تبار، هاپلوگروپ Q حدود ۴۵٪ است که منشأ در سیبری دارد، این هاپلوگروپ تنها در حدود ۴٫۵٪ در مردم آذری وجود دارد که سهم ۱۰٪ای از تبار ترکی-سیبریایی را بیان می‌کند.
بنا بر پاره‌ای از پژوهش‌ها،‌ مردم آذربایجان از لحاظ ژنتیکی بیشتر به بومیانی که پیش از مهاجرت آریایی‌ها و ترک‌ها در جنوب قفقاز زندگی می‌کردند شباهت دارند و هم ترکان ترکیه و کردها ریشه از اقوامی دارند که از هزاران سال پیش در مناطق شرقی مدیترانه زندگی می‌کرده‌اند و تأثیر اقوام آریایی و ترک‌تبار بیشتر زبانی است تا نژادی.

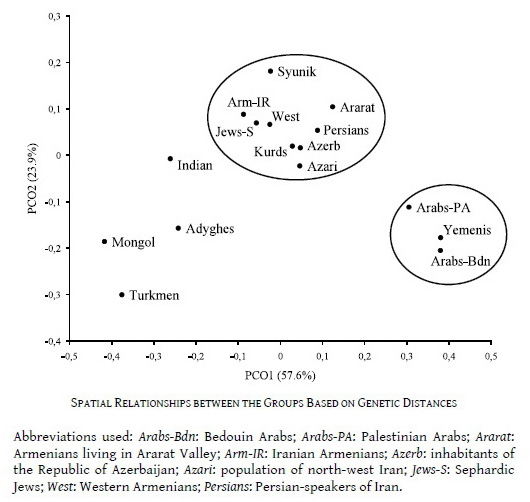
مطالعات ژنتیکی نشان می‌دهد که ژنتیکِ آذری‌های ایران با دیگر اقوام ساکنِ ایران ارتباط بسیار نزدیکی دارد ولی تفاوت زیادی از یک سو با مردمان مغول و ترکمن، و از سوی دیگر با عرب‌ها دارد.

در یک پژوهش بررسی تنوع ملکولی mtDNA در جمعیت آذری‌های ایران، ۱۳۳ نمونه از آذری‌هایی که در نقاط مختلف منطقه آذربایجان (ایران) ساکن بودند انتخاب گردیدند. خون این افراد برای تخلیص mtDNA جمع‌آوری گردید و mtDNA تخلیص شده با استفاده از روش PCR-RFLP مورد مطالعه قرار گرفت. ۱۴ هاپلوگروپ مورد شناسائی قرار گرفت که ۸۲٪ آنها از هاپلوگروپ‌های اختصاصی اروپایی بودند. هاپلوگروپ H شایع‌ترین هاپلوگروپ بود و ۷۹ هاپلوتیپ نیز مشخص شدند. در این مطالعه جمعیت آذری‌های ایران یک جمعیت نامتجانس مشاهده گردیدند که تمامی هاپلوگروپ‌های آسیایی، اروپایی و آفریقائی در آنها مشاهده گردید. مقایسه هاپلوگروپ‌های مطالعه حاضر با جمعیت‌های دیگر نشان دهنده تشابه بسیار جمعیت آذری ایران با سایر جمعیت‌های ایرانی بود.
تحقیقات ژنتیکی نشان می‌دهند که عموم اقوام و گروه‌های جمعیتی ایرانی که در ایران امروزی (و حتی فراتر از مرزهای سیاسی فعلی ایران) ساکن هستند، علیرغم اینکه دارای تفاوت‌های جزئی فرهنگی هستند و حتی گاه به زبان‌های مختلف هم تکلم می‌کنند، دارای ریشه ژنتیکی مشترکی هستند و این ریشه مشترک به جمعیتی اولیه که در حدود ده تا یازده هزار سال پیش در قسمتهای جنوب غربی فلات ایران ساکن بوده بر می‌گردد. همچنین بین لُرها و آذری‌های ایران نیز ارتباط ژنتیکی قوی وجود دارد، آزمایش‌های ژنتیکی صورت گرفته تفاوت معنی داری بین این جمعیت‌ها و سایر اقوام عمده ایران نشان نداد. با توجه به نتایج فعلی، به نظر می‌رسد لُرهای امروزی و آذری‌های ایران متعلق به یک ریشه ژنتیکی مشترک هستند.

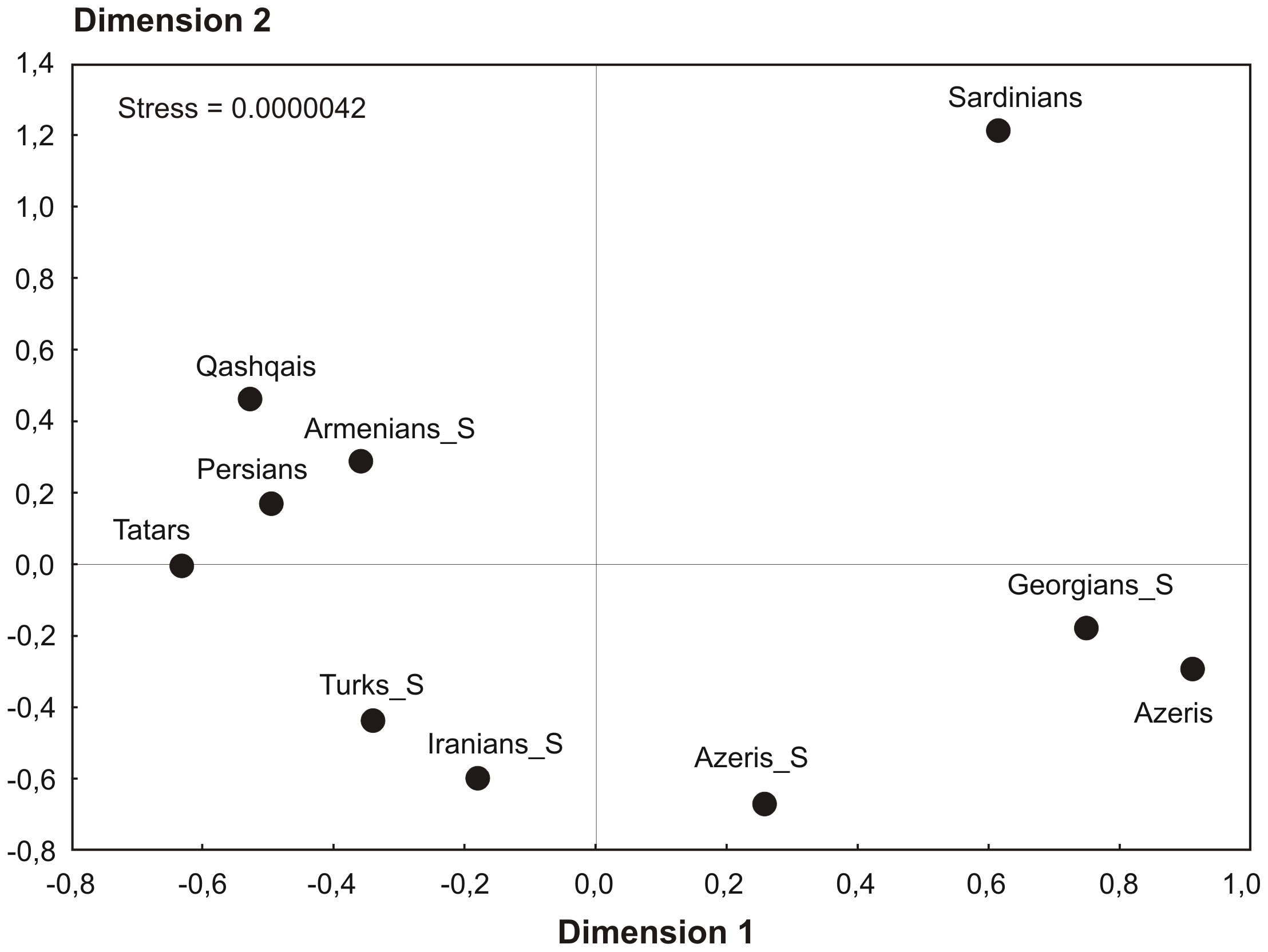
مقایسه شباهت دی‌ان‌ای میتوکندریایی (mtDNA) چند گروه قومی، آذری‌های ایران (azeris) و آذری‌های جمهوری آذربایجان (azeris_S)، گرجستان (Georgians_S)، تهرانی‌ها (Iranias_S)، پارس زبان‌های مرکز و جنوب ایران (persians) در تصویر نشان داده شده‌اند.

 یک مطالعه ژنتیکی دیگر نشان داد که آذریهای ایران هم از نظر میتوکندری دی‌ان‌ای، که فقط از مادر منتقل می‌شود و هم از نظر کروموزوم ایگرگ، که فقط از پدر به ارث می‌رسد، به همسایگان جغرافیایی خود یعنی اقوام بومی قفقازی (گویشوران به زبان‌های قفقازی) شبیه‌ترند تا به پارسی زبان‌های ایران (هندوایرانی زبان)، بر اساس نتایج این مطالعه، پارس‌ها و ارمنی‌های ایران بیشتر از آذری‌ها به ترک‌های قشقایی و ترک‌های تاتار از نظر ژنتیکی شبیه بودند.
مطالعات ژنتیکی دیگر در مورد ارمنی‌ها قوم همسایه هندواروپایی زبان آذربایجانی‌ها هم نشان داده که شباهت ژنتیکی آن‌ها هم در نسب مادری و هم در نسب پدری به همسایگان قفقازی بیشتر از هم‌زبانان هندواروپایی است. خصوصیات ژنتیکی قفقازی‌ها نیز در مجموع چیزی بین اروپائی‌ها و ساکنان خاورمیانه است که نسب مادری شباهت بیشتری را به اروپائی‌ها و نسب پدری شباهت بیشتری را به خاورمیانه‌ای‌ها نشان می‌دهد. این نتایج ایده جابجایی زبانی آذربایجانی‌ها را تقویت می‌کند و نشان می‌دهد که گروه‌های مهاجر آن قدر کوچک بوده‌اند که سهم ژنتیکی آن‌ها در جمعیت فعلی قابل مشاهده نیست. مطالعات دپارتمان ژنتیک دانشگاه کمبریج به علاوه همین امر، تمایز و فاصله ژنتیکی مردمان آذری با تُرک‌های آناتولی و اروپا را نیز نشان می‌دهد.
بر مبنای یک مقاله منتشر شده در سال ۲۰۱۳، که مقایسه‌ای است در مورد ساختار ژنتیکی ۳۵۲ ایرانی، با وجود اینکه تنوع ژنتیکی کل ایرانیان بسیار بالا است، آذری‌های ایران قرابت ژنتیکی نزدیکتری با مردم گرجی در مقایسه با گروه‌های ایرانی، ترکیه‌ای و همچین آذری‌های قفقاز دارند. برخلاف تصور موجود که فرض می‌شود که آذربایجانی‌ها (ساکنان امروزی کشور جمهوری آذربایجان) با آذری‌های ایرانی ریشه مشترک دارند، تحقیقات نشان می‌دهد که آذری‌های ناحیه قفقاز ویژگی ژنتیکی متفاوتی از آذری‌های ساکن ایران دارند و موقعیتی میان آذری ها/گرجی‌ها از یک سو و ایرانی ها/ترک‌ها از سوی دیگر دارند. باور غالب دانشمندان بر این است که آذربایجانی‌های امروز از نسل آلبانیای قفقاز هستند که در قفقاز و شمال ایران قبل از ترک‌سازی می‌زیستند.
برخی از مردم آذربایجان دارای سابقهٔ اخیر از نسبت قبیله‌ای (به ایل‌های ترک یا لُر) هستند. از گروه‌های عمدهٔ قبایل ترک که هنوز قابل تشخیص هستند، می‌توان به شاهسون‌های مشکین و اردبیل، افشار‌های ارومیه و صائین‌قلعه و بیات‌های ماکو اشاره کرد.
شواهد ژنتیک‌شناسی نشان می‌دهد که آذری‌ها از نظر نژادی شبیه همسایگان قفقازی خود هستند و در طول تاریخ آریایی‌زبان و ترک‌زبان شده‌اند.

## ترک‌سازی
در زمان سلجوقیان اولین اقوام ترک به صورت عمده وارد آذربایجان شدند. مهاجرت ترک‌های اغوز از ترکمنستان تا زمان حکومت مغولان ادامه یافت به‌طوری‌که بسیاری از نیروهای ایلخانان ترک بودند و همین موضوع از دلایل اصلی ترکیزه شدن زبان آذربایجان بود. در زمان صفویان ترک‌سازی آذربایجان با نفوذ قزلباشها افزایش یافت. واژه آذربایجان از واژه کهن ولایت «آتورپاتکان» مشتق شده و بیانگر این است که با تغییر زبان، اسامی محلی هر چند با تغییرات اندکی از ترک‌سازی جدا ماندند.

تا قبل از ترک سازی، عموم مردم آذربایجان به شاخه ای از زبان‌های آریایی موسوم به زبان آذری سخن می‌گفتند. مورخان از جمله ولادیمیر مینورسکی دربارهٔ ترک‌سازی مردمان قفقاز و ایرانی‌ها می‌نویسد: 
در اویل قرن یازدهم ورود قبایل اغوز ابتدا به صورت گروه‌های کوچک و سپس در دسته‌های بزرگ در دوران سلجوقیان شروع شد. در نتیجه جمعیت آذربایجان و قفقاز جنوبی ترک شدند و خصوصیاتی همچون ورود اصوات فارسی و عدم رعایت هم آوایی در بعضی کلمات وارد شده غیر ترکی در زبان ترکی آذربایجانی دیده می‌شود.

## فرهنگ
آذربایجانی‌ها با سایر مردم ایران از دید فرهنگی نزدیکی دارند، دی‌ان‌ای ساکنان بومی منطقه تفاوتی با یکدیگر ندارد، و مذهب آنان شیعه است که آنان را از دیگر ترک‌زبانان که سنی هستند متمایز می‌گرداند. علاوه بر این به همراه دیگر اقوام ایرانی نوروز، سال نو را با شکوه جشن می‌گیرند.

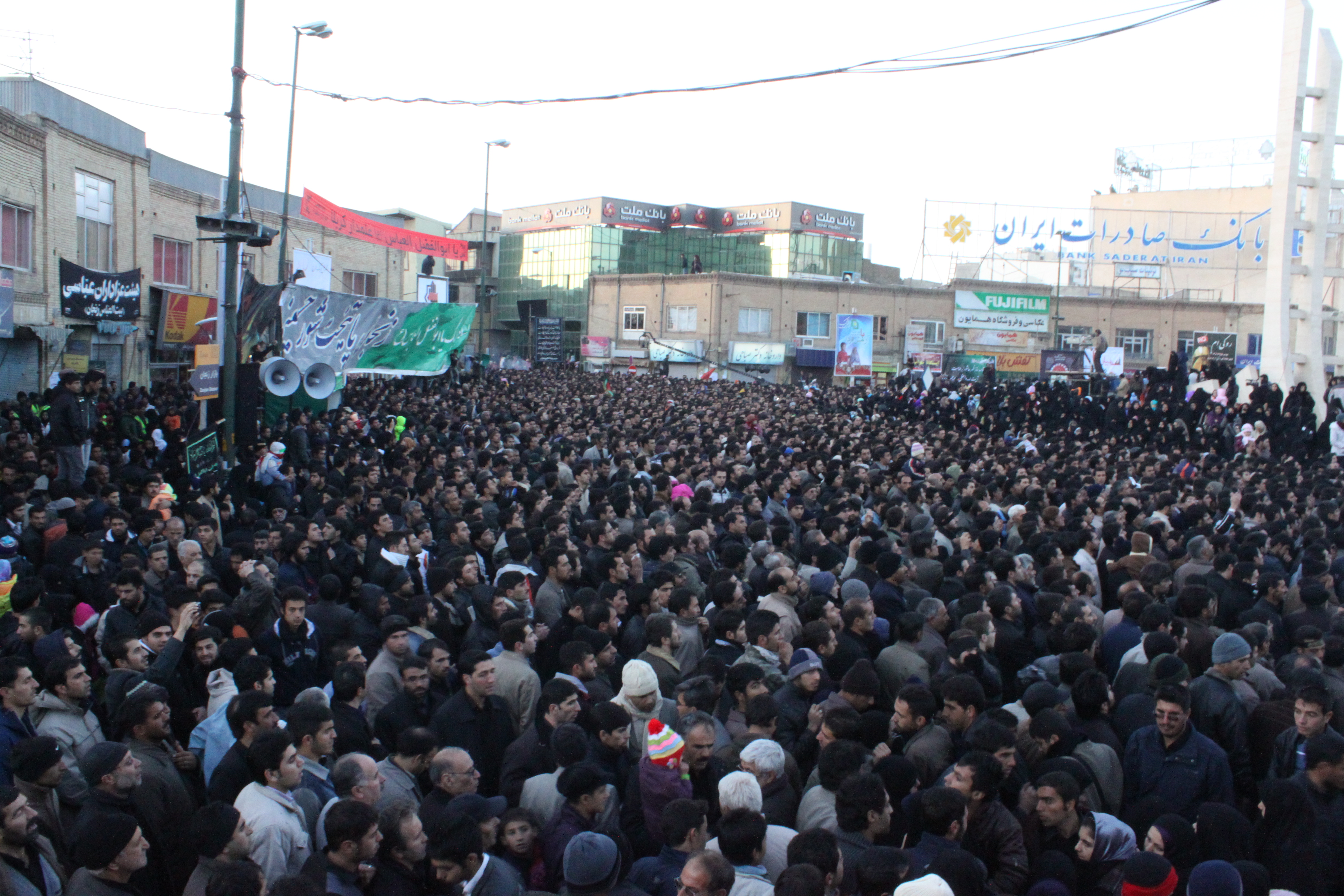
عزاداران حسینیه اعظم زنجان از معروف‌ترین عزاداران حسینی ایران

آذری‌ها علاوه بر به آیین‌های ملی و مذهبی، در بسیاری از جنبه‌های فرهنگی آداب مخصوص به خود را حفظ کرده‌اند و در بعضی از موارد، مراسم و آیین‌های رایج بین آنان شهرت ملی یافته است. برخی از آین آیین‌ها ریشه مذهبی دارد، مانند دسته‌های عزاداری حسینیهٔ اعظم زنجان، تبریز، ارومیه و اردبیل که از مشهورترین دسته‌های سوگواری مذهبی در ماه محرم در بین ایرانیان آذری به‌شمار می‌رود. مراسم‌های دیگری چون تشت‌گذاری، شبیه‌خوانی، شاه‌حسین‌گویان، سینه‌زنی، و زنجیرزنی از دیگر آداب و رسوم رایج در بین آذری‌ها به حساب می‌آید.
موسیقی آذربایجانی نیز بخش مهمی از هویت فرهنگی این مردم محسوب می‌شود و هنرمندان آذربایجانی با خلاقیت خود موسیقی خاص خود را آفریده‌اند. «عاشیق»، در آذربایجان (هم در ایران و هم در جمهوری آذربایجان)، شاعر و نوازنده‌ای است که همراه با ساز آواز خود را اجرا می‌کند. عنوان قدیمی عاشیق‌ها «اوزان» است. علاوه بر قهوه‌خانه‌ها، عاشیق‌ها در عروسی و دیگر مراسم نیز اجرا می‌کنند. از داستان‌های حماسی که عاشیق‌ها نقل می‌کنند، می‌توان به کوراوغلو، و از داستان‌های عاشقانه می‌توان به اصلی و کرم اشاره کرد. بسیاری از رقص‌ها و آوازهای محلی (رقص لزگی،...) همچنان اجرا می‌شوند.

## نقش آذری‌ها در شیوع ملی‌گرایی در ایران
سرانجام جنبش مشروطه ایران تأسیس سلسهٔ پهلوی بود معمار اصلی چنین سیاستی میرزا فتحعلی آخوندزاده (آخوندوف)، یکی از روشنفکران آذری بود. آخوندزاده، با تاسی به دیدگاه خاورشناسان مبنی بر برتری نژاد آریایی، امپراتوری‌های پیش از اسلام ایران را به‌عنوان جامعهٔ آرمانی مطرح کرد که با اشاعه اسلام توسط اعراب به قهقرا رفت. این ایدئالیسم توسط پادشاهان دودمان پهلوی به اجرا گذاشته شد. محمدرضا پهلوی خود را به لقب آریامهر، به معنی خورشید آریایی‌ها، مفتخر کرد، لقبی که سازنده آن صادق رضازاده شفق، که خودش نیز آذری بود. حسن تقی‌زاده، مؤسس انجمن ایران در برلین، نیز در ایجاد ناسیونالیسم ایرانی نقشی بارز داشت. او، در مقالاتی که بعد از سال ۱۹۱۶ در مجله «کاوه» منتشر می‌کرد، سعی داشت یکی بودن نژاد آلمانی‌ها و ایرانی‌ها را ثابت کند.

## جدایی قفقاز از ایران
در پی جنگ‌های ایران و روسیه در سده‌های ۱۲ و ۱۳ هجری خورشیدی، مناطقی از ایران در قفقاز (بعضی صرفاً تحت کنترل اسمی) از ایران جدا شده و به امپراتوری روسیه پیوسته شدند و این موضوع شامل کشور کنونی جمهوری آذربایجان نیز می‌شود.
عهدنامه‌های گلستان در سال ۱۱۹۲ خورشیدی (۱۸۱۳ میلادی) و ترکمان‌چای در سال ۱۲۰۷ خورشیدی (۱۸۲۸ (میلادی)) سرحد مرز ایران و روسیه را معین کردند. در پی این موضوع و جدایی مردم آذربایجان، مردم جمهوری آذربایجان بیشتر سکولار شدند و مسلمانان مذهبی بیشتر در آذربایجان زندگی می‌کنند. در پی استقلال جمهوری آذربایجان از شوروی در سال ۱۳۷۰، علاقهٔ مردم به مذهب و روابط دوطرفه بیشتر شده است.

## تصاویری از مشاهیر آذربایجان

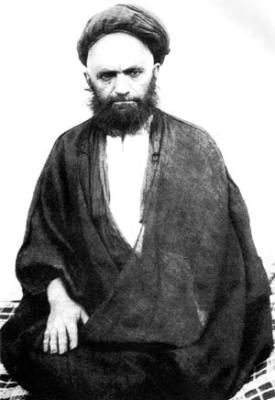
سید علی قاضی طباطبائی، عارف نامی و فقیه شیعه
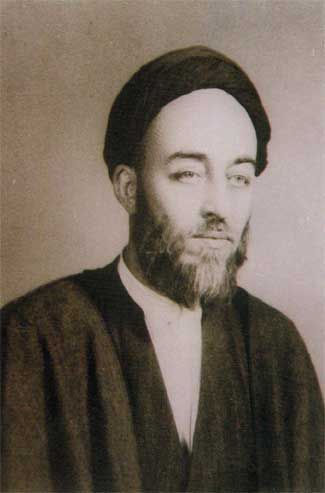
علامه سید محمدحسین طباطبایی مجتهد، فیلسوف، مفسر شیعه و صاحب تفسیر المیزان
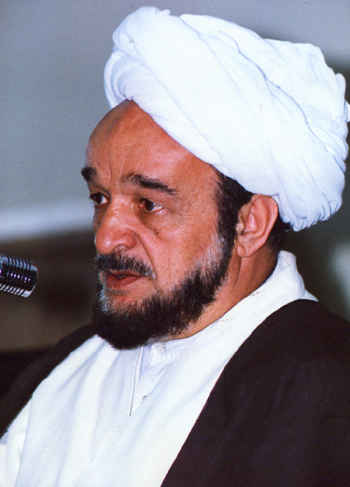
علامه محمد تقی جعفری مجتهد شیعه، فیلسوف، دین پژوه، مفسر نهج‌البلاغه و شارح مثنوی
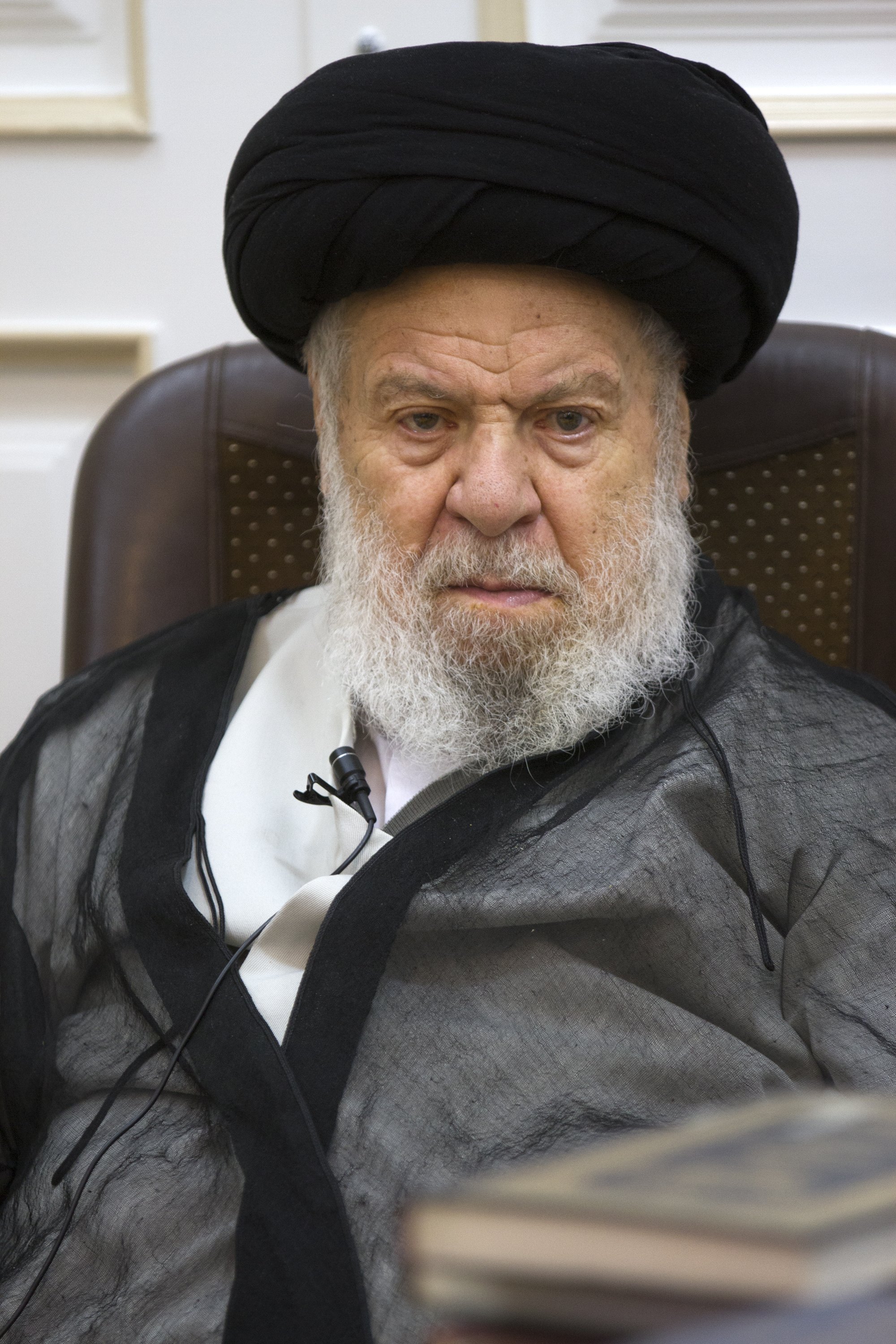
سید عبدالکریم موسوی اردبیلی، رئیس دیوان عالی کشور، امام جمعه تهران، ریاست دانشگاه مفید
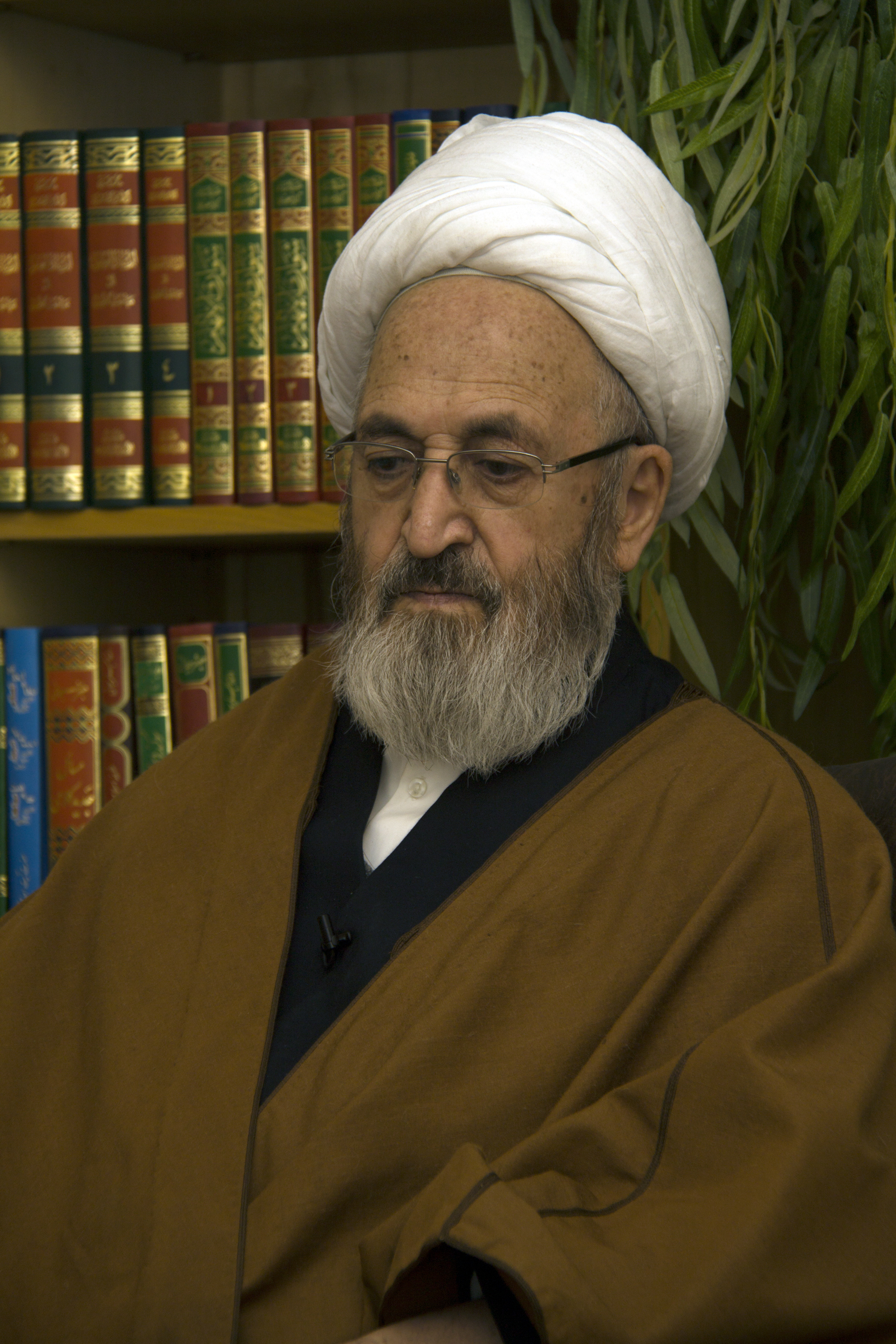
جعفر سبحانی مرجع تقلید شیعه، متکلم و فیلسوف، تاریخ‌دان، مفسر
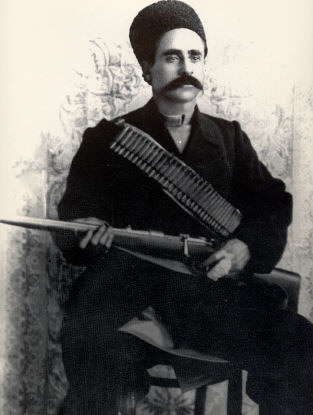
ستارخان، از سرداران جنبش مشروطه خواهی ایران، و ملقب به سردار ملی
مهدی باکری فرمانده لشکر ۳۱ عاشورا در جنگ ایران و عراق، برادر علی باکری و حمید باکری
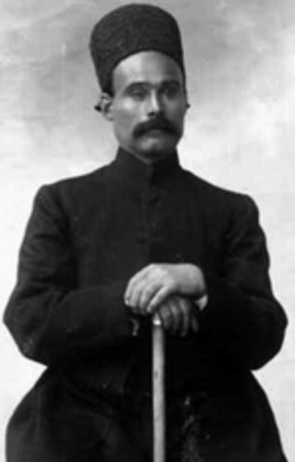
باقرخان، از مبارزان جنبش مشروطه خواهی ایران، و ملقب به سالار ملی
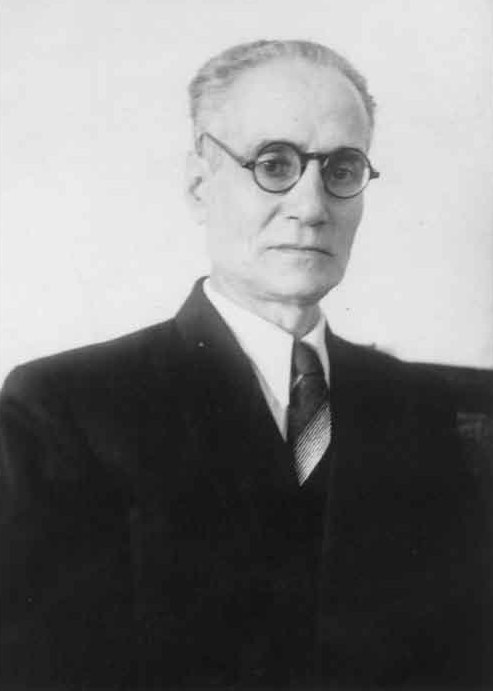
احمد کسروی دانشمند تاریخ‌نگار، زبان‌شناس و پژوهش‌گر
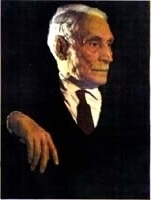
جبار باغچه‌بان مؤسس اولین مدرسه ناشنوایان و لال‌ها در ایران
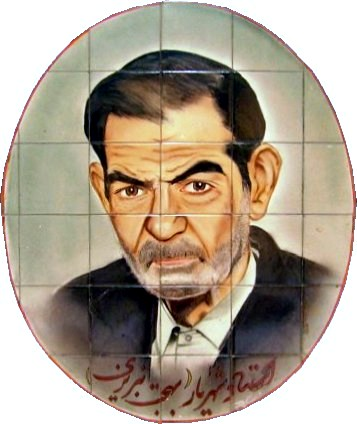
محمدحسین شهریار شاعر
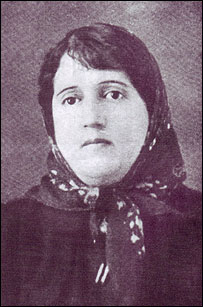
پروین اعتصامی شاعر معاصر
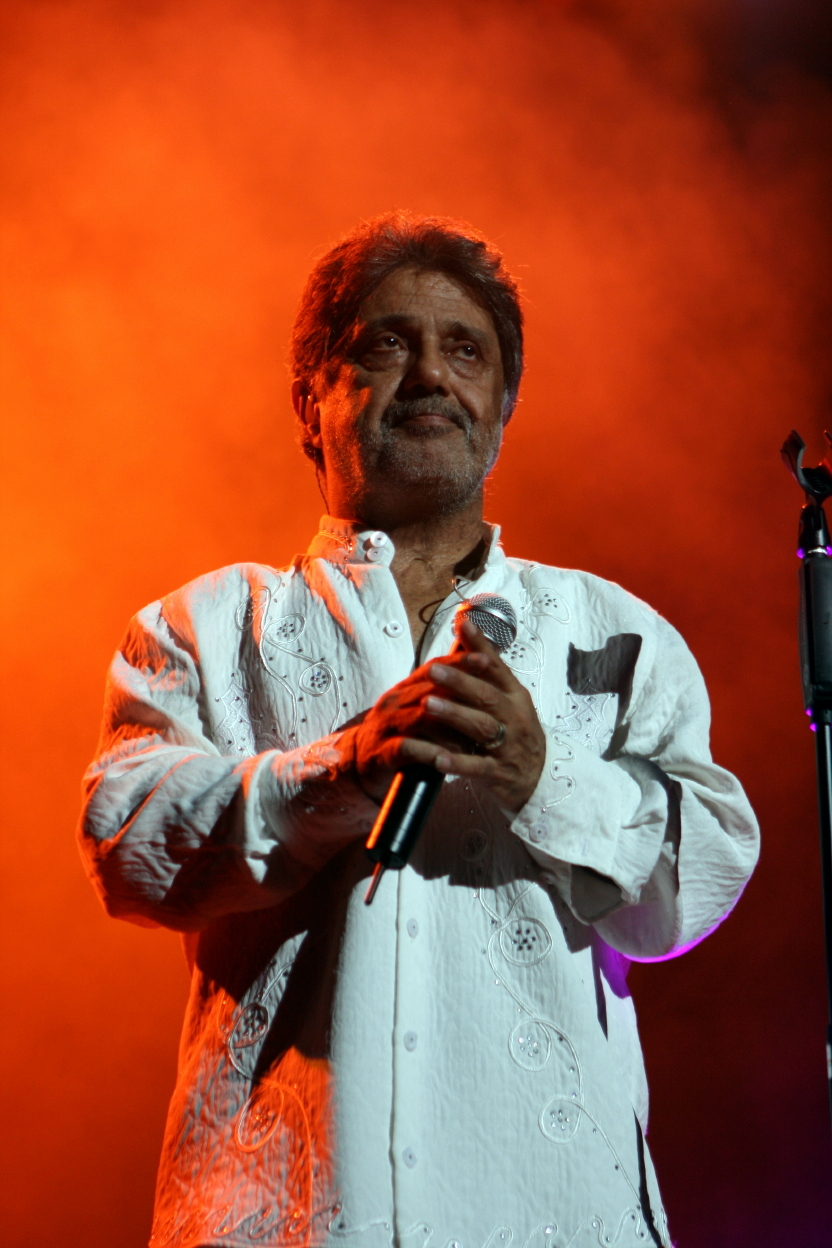
داریوش اقبالی خواننده مشهور پاپ
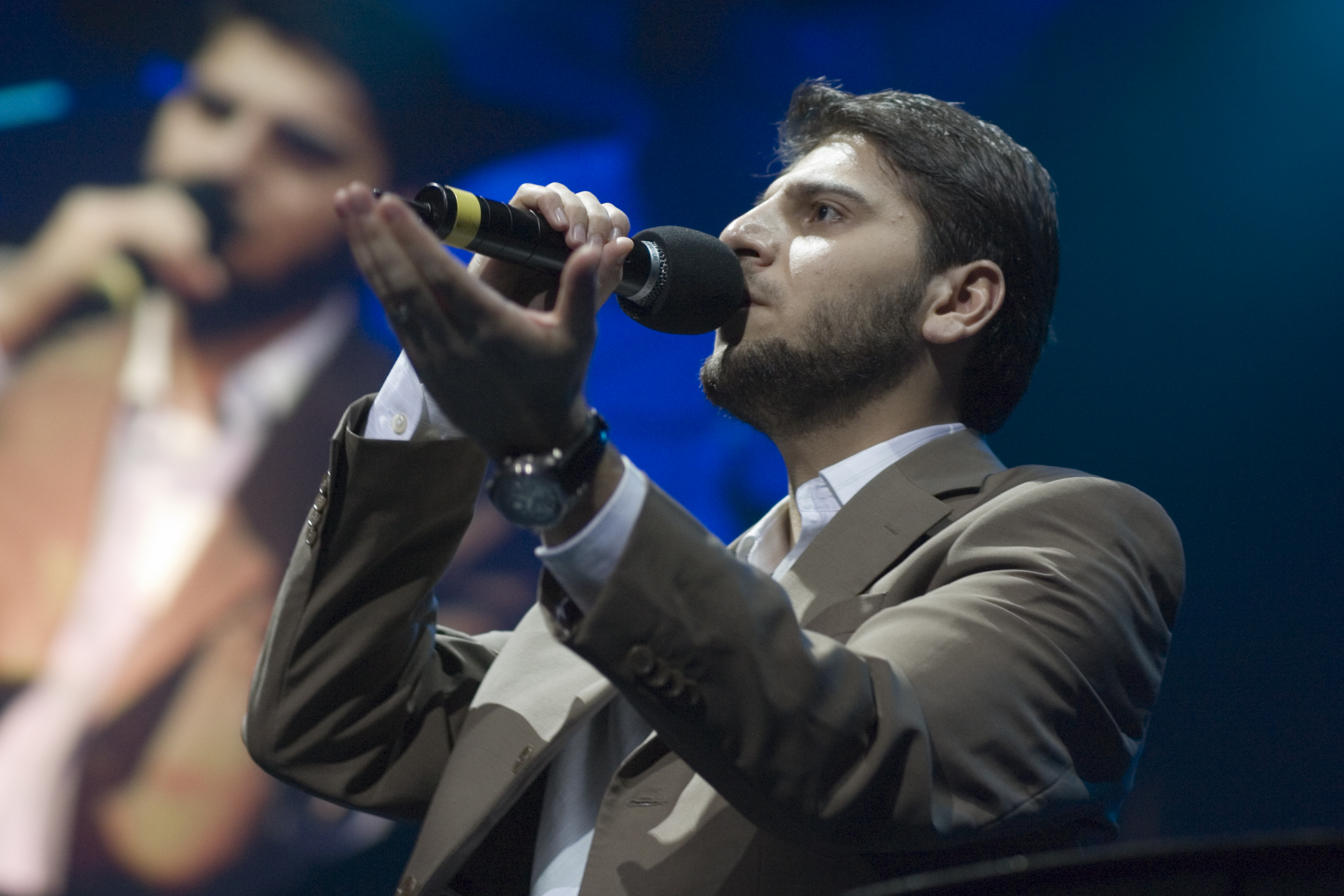
سامی یوسف خواننده سرودهای اسلامی
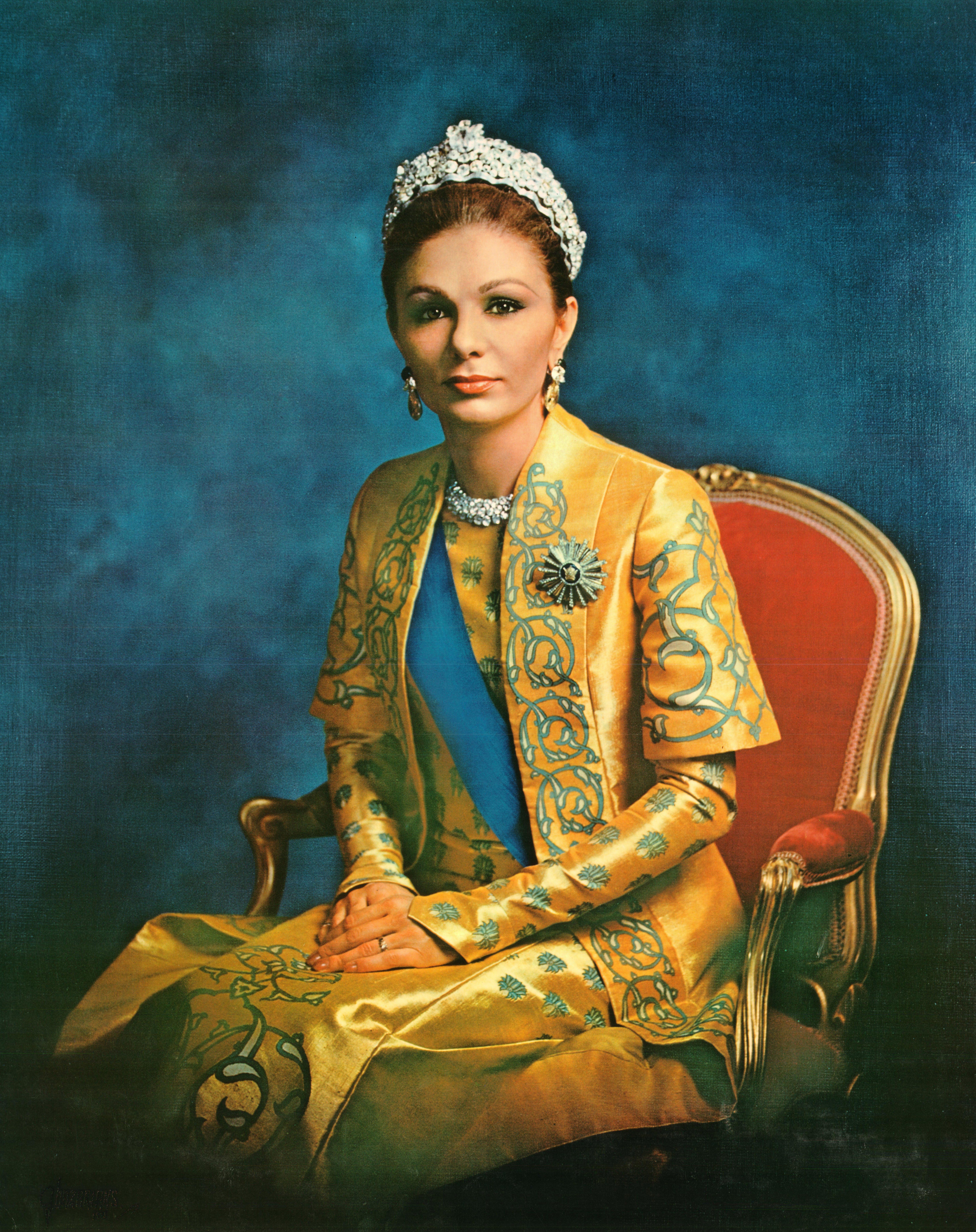
فرح دیبا، آخرین ملکهٔ ایران
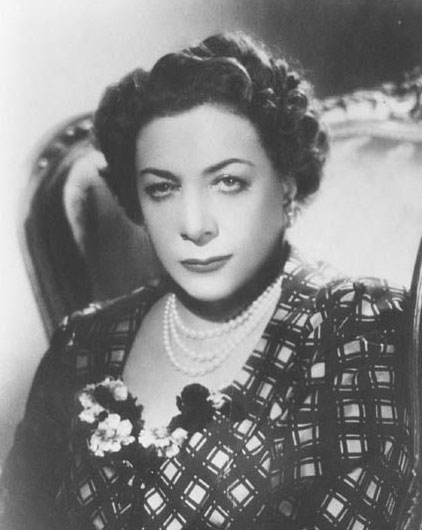
تاج‌الملوک آیرملو همسر رضاشاه و مادر محمدرضا شاه پهلوی
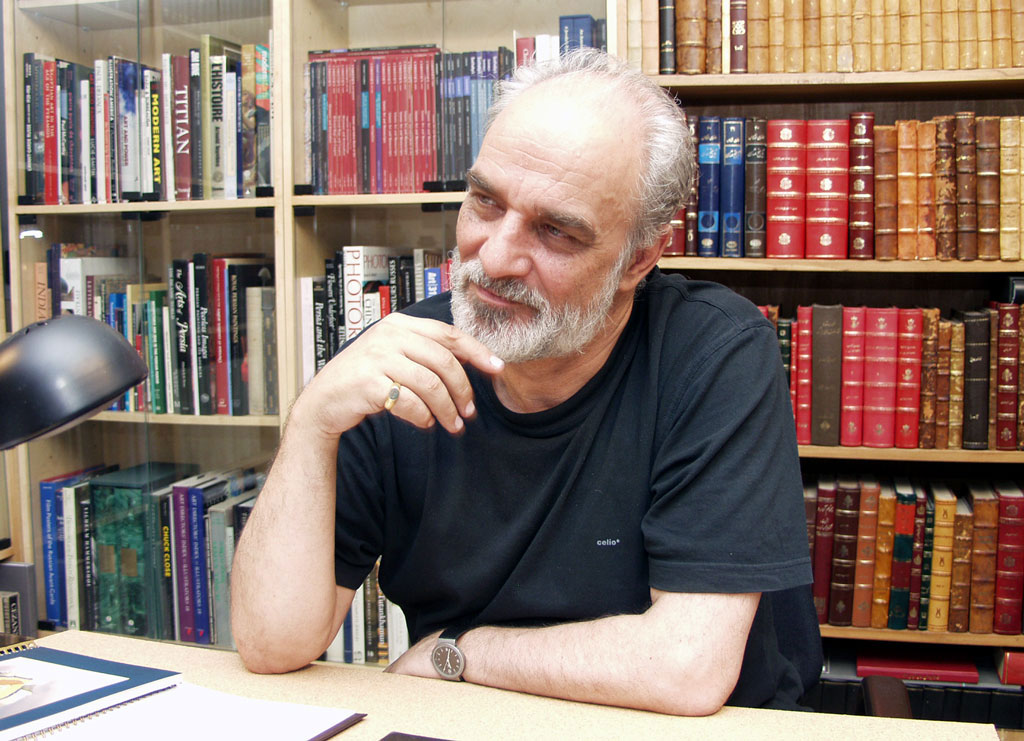
آیدین آغداشلو نقاش
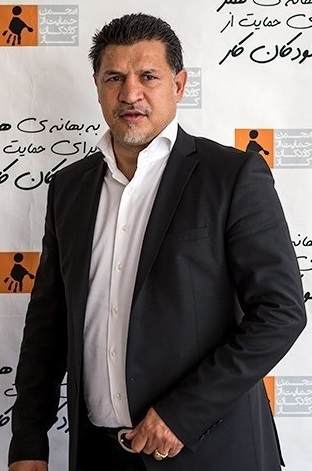
علی دایی، فوتبالیست و مربی
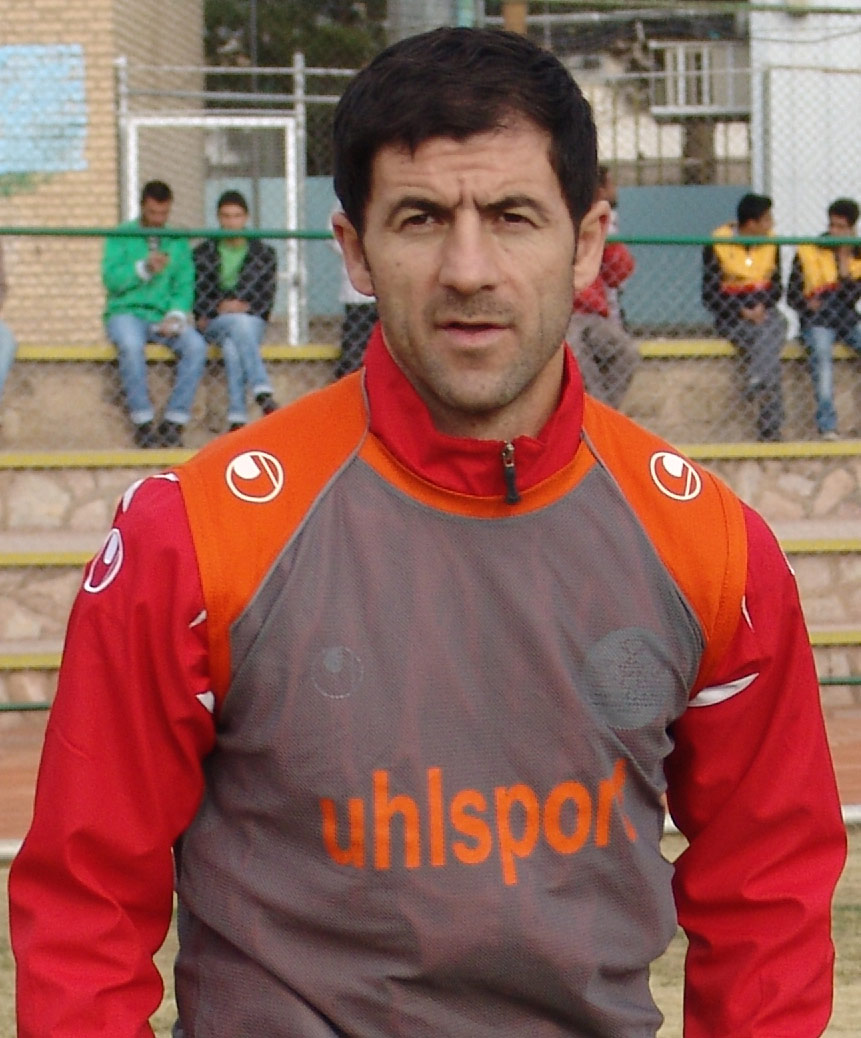
کریم باقری، فوتبالیست
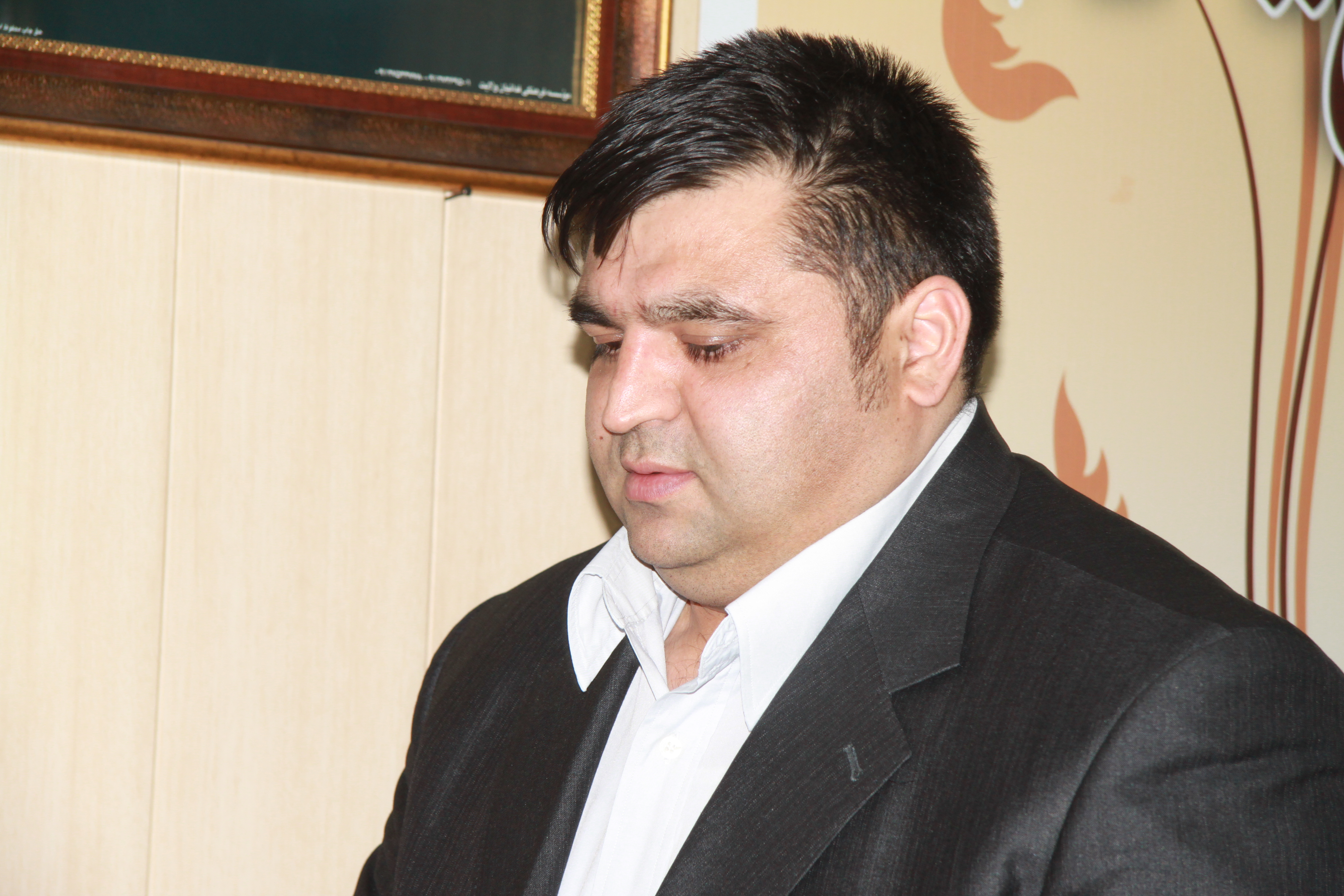
حسین رضازاده، وزنه‌بردارِ قهرمان جهان و المپیک در سال‌های متمادی
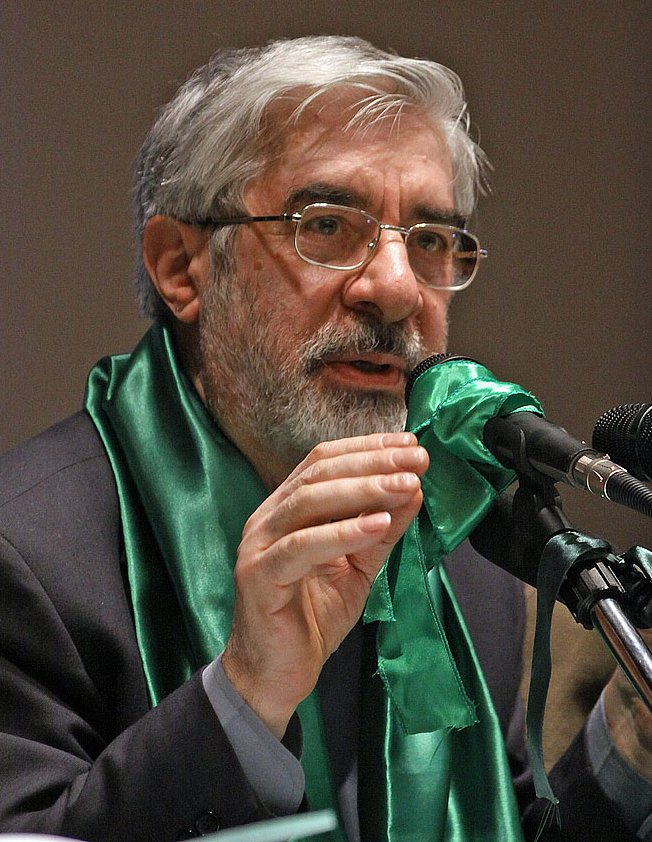
میرحسین موسوی، سیاستمدار
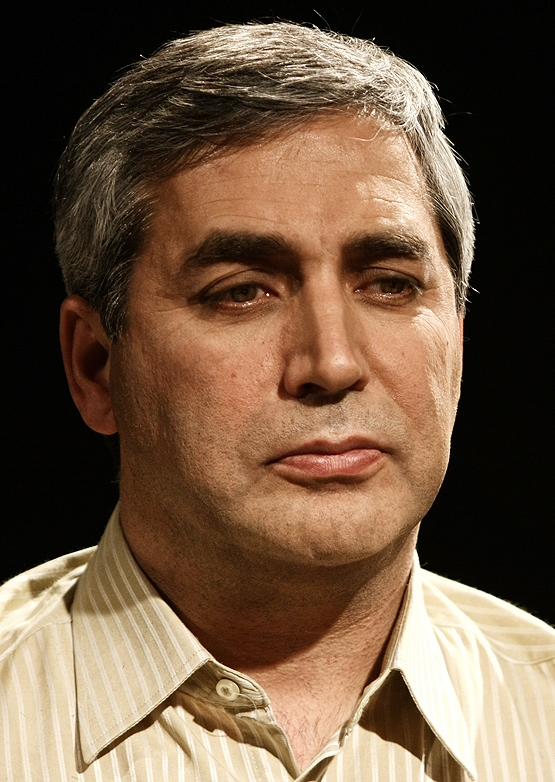
ابراهیم حاتمی‌کیا، کارگردان سینما
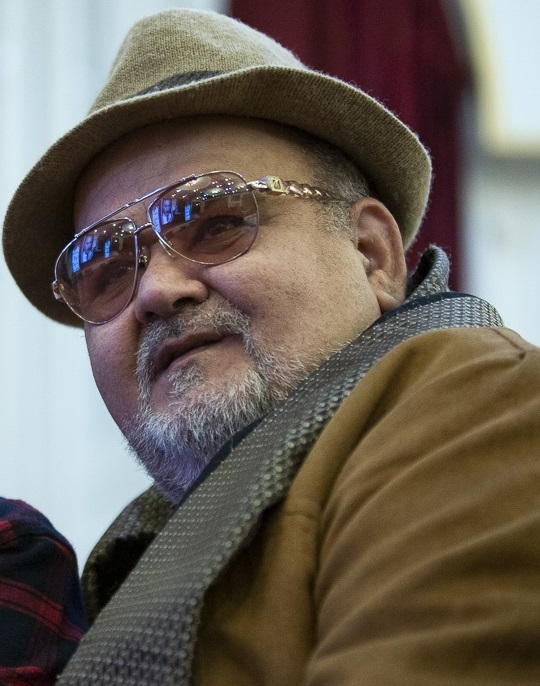
اکبر عبدی، بازیگر
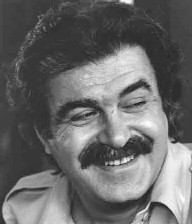
غلامحسین ساعدی، نویسنده چیره‌دست تبریزی
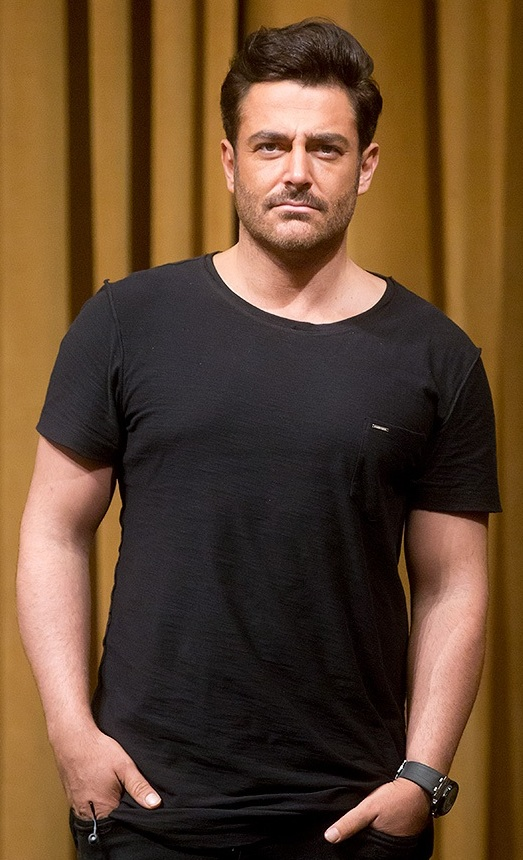
محمدرضا گلزار، بازیگر، نوازنده، خواننده و مدل
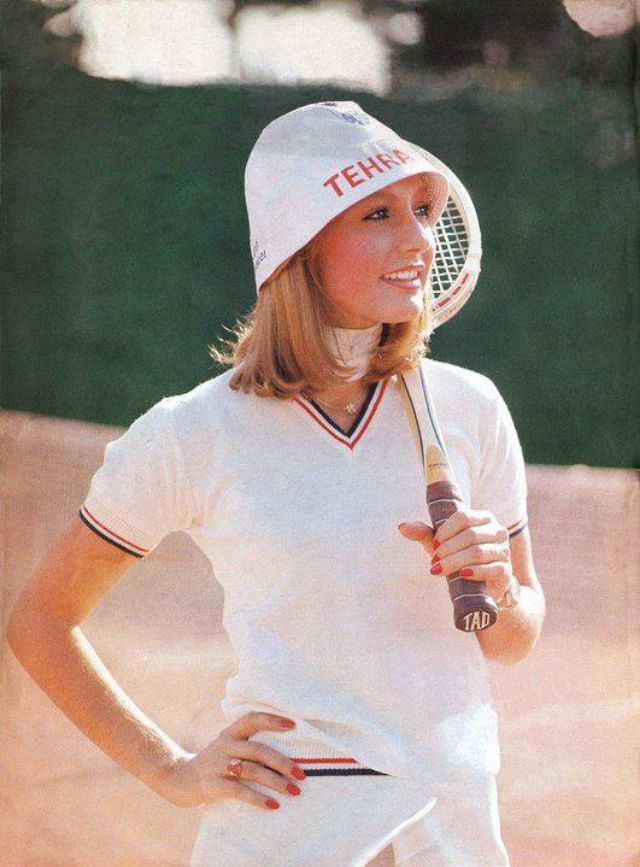
گوگوش، بازیگر و خواننده
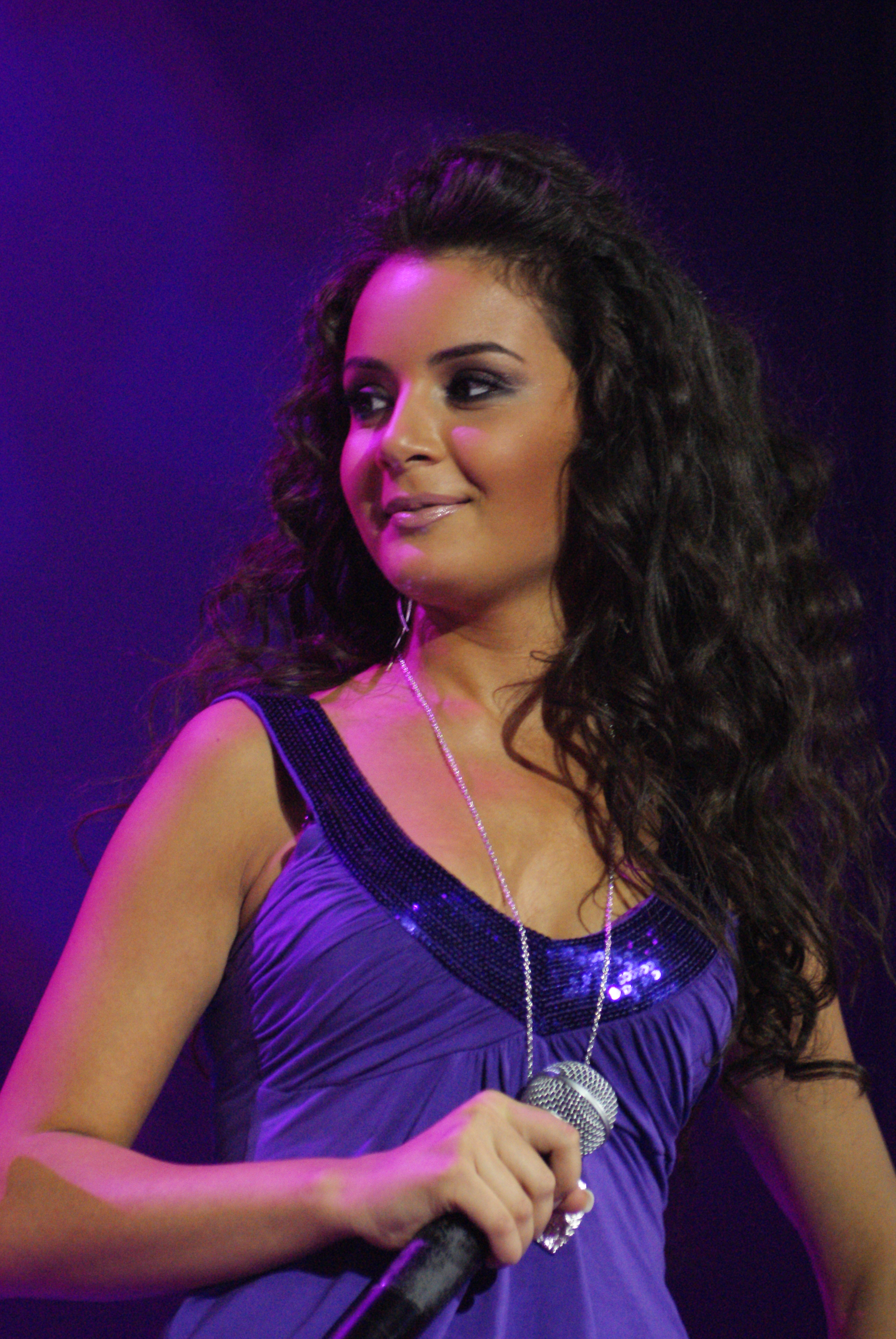
آیسل تیمورزاده، خواننده
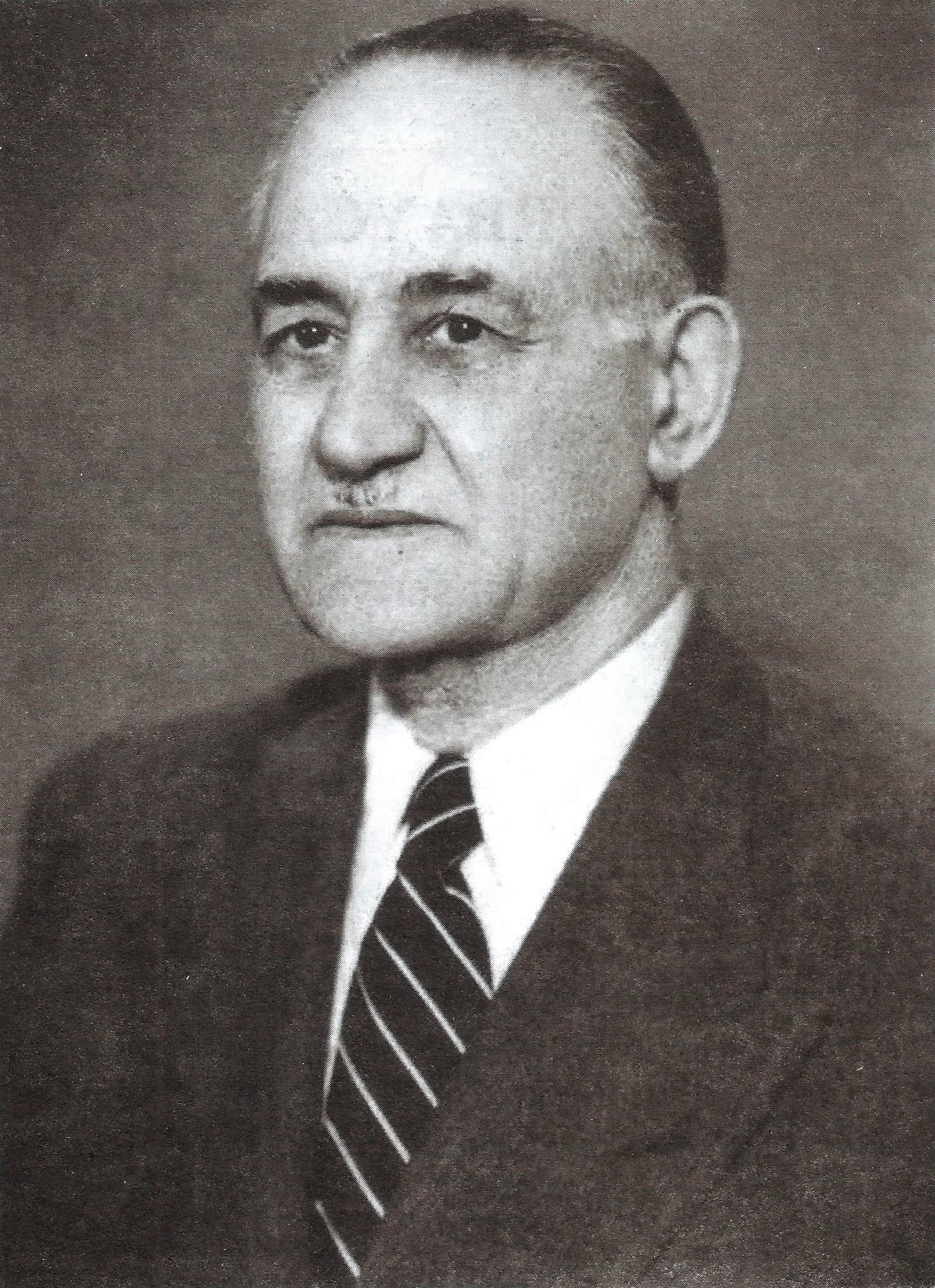
محمدامین رسول‌زاده، سیاستمدار
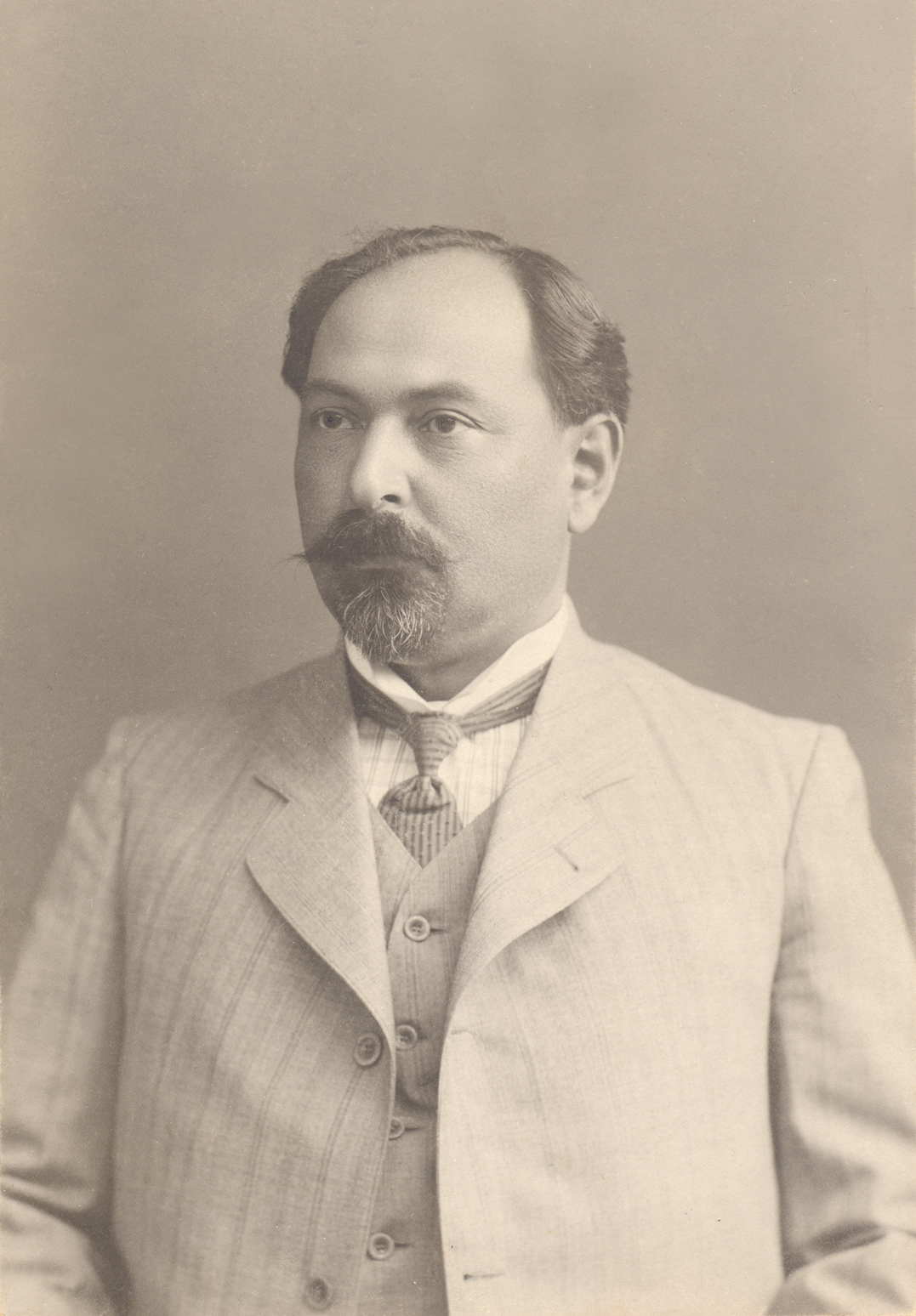
نریمان نریمانف، سیاستمدار